# Emil Tot Wikström
Emil Tot Wikström (Uppsala, 10 ottobre 1999) è un calciatore svedese, centrocampista del Brage.

## Carriera

### Club
Prodotto del settore giovanile dell'Halmstad, viene promosso in prima squadra in vista della stagione 2018. Debutta ufficialmente il 24 febbraio 2018 in occasione dell'incontro di Svenska Cupen vinto 5-0 contro il Syrianska. Nell'arco della Superettan 2018 totalizza 3 presenze, mentre nel campionato seguente il suo utilizzo sale a 16 partite. Nel 2020 la squadra conquista la promozione in Allsvenskan, la massima serie nazionale, con Tot Wikström che contribuisce con 9 reti e 6 assist in 27 presenze. Nella stagione del suo debutto personale in Allsvenskan totalizza 28 presenze e 1 gol, senza riuscire però ad evitare la retrocessione. Tot Wikström e l'Halmstad conquistano una nuova promozione al termine della Superettan 2022. Nonostante ciò, il giocatore non torna a calcare i campi della massima serie poiché dal gennaio seguente si trasferisce al Brage con un contratto triennale, restando dunque a giocare nel campionato di Superettan.

### Nazionale
Nel 2015 ha giocato 2 partite con la nazionale svedese Under-17.

## Statistiche
Statistiche aggiornate al 6 novembre 2021.

### Presenze e reti nei club
| Stagione        | Squadra         | Campionato      | Campionato | Campionato | Coppe nazionali | Coppe nazionali | Coppe nazionali | Coppe continentali | Coppe continentali | Coppe continentali | Altre coppe | Altre coppe | Altre coppe | Totale | Totale | Totale |
| Stagione        | Squadra         | Comp            | Pres       | Reti       | Comp            | Pres            | Reti            | Comp               | Pres               | Reti               | Comp        | Pres        | Reti        | Pres   | Reti   |        |
| --------------- | --------------- | --------------- | ---------- | ---------- | --------------- | --------------- | --------------- | ------------------ | ------------------ | ------------------ | ----------- | ----------- | ----------- | ------ | ------ | ------ |
| 2017            | Halmstad        | S1              | 0          | 0          | CS              | 1               | 0               |                    | -                  | -                  |             | -           | -           | 1      | 0      |        |
| 2018            | Halmstad        | S1              | 3          | 0          | CS              | 2               | 0               |                    | -                  | -                  |             | -           | -           | 5      | 0      |        |
| 2019            | Halmstad        | S1              | 15         | 0          | CS              | 4               | 1               |                    | -                  | -                  |             | -           | -           | 19     | 1      |        |
| 2020            | Halmstad        | S1              | 27         | 9          | CS              | 4               | 0               |                    | -                  | -                  |             | -           | -           | 31     | 9      |        |
| 2021            | Halmstad        | A               | 25         | 1          | CS              | 0               | 0               |                    | -                  | -                  |             | -           | -           | 25     | 1      |        |
| Totale carriera | Totale carriera | Totale carriera | 70         | 10         |                 | 11              | 1               |                    | -                  | -                  |             | -           | -           | 81     | 11     |        |

## Palmarès

### Club

#### Competizioni nazionali
- Superettan: 1

Halmstad: 2020